# Glador
Glador är en grupp rovfåglar inom familjen hökartade rovfåglar (Accipitridae) med långa smala vingar och veka ben. De tillbringar mycket tid glidflygande letande efter föda. Många är asätare medan vissa är specialiserade på att jaga gnagare. 
I Europa förekommer röd glada (Milvus milvus) och brun glada (Milvus migrans), men även  svartvingad glada (Elanus caeruleus). 

## Indelning
Förr delades de ofta upp i två underfamiljer, Elaninae och Milvinae, sällsynt förr placerade i den egna familjen Elanidae eller synonymt Milvidae. Idag anses glador vara en artificiell gruppering och är alltså inte varandras närmaste släktingar: Elanus, Chelictinia och Gampsonyx är närmare släkt med varandra än med alla andra hökartade rovfåglar; Milvus och Haliastur står nära havsörnar; Ictinia, Rostrhamus och Helicolestes är ett slags vråkar; Chondrohierax, Elictinia, Lophoictinia, Hamirostra och Leptodon står närmare bivråkar och vissa gamar. Exakt vilka som är Harpagus närmaste släktingar är oklart.

## Arter
Ordning och systematik efter Clements et al (2014)
- Släkte Gampsonyx
  - Pärlglada (Gampsonyx swainsonii)
- Släkte Elanus
  - Svartvingad glada (Elanus caeruleus)
  - Svartskuldrad glada (Elanus axillaris)
  - Vitstjärtad glada (Elanus leucurus)
  - Nattglada (Elanus scriptus)
- Släkte Chelictinia
  - Saxstjärtsglada (Chelictinia riocourii)
- Släkte Chondrohierax
  - Kroknäbbsglada (Chondrohierax uncinatus)
    - Kubaglada (Chondrohierax uncinatus) – ofta egen art
- Släkte Leptodon
  - Gråhuvad glada (Leptodon cayanensis)
  - Halsbandsglada (Leptodon forbesi)
- Släkte Elanoides
  - Svalstjärtsglada (Elanoides forficatus)
- Släkte Lophoictinia
  - Tvärstjärtsglada (Lophoictinia isura)
- Släkte Hamirostra
  - Svartbröstad glada (Hamirostra melanosternon)
- Släkte Rostrhamus
  - Snäckglada (Rostrhamus sociabilis)
- Släkte Helicolestes
  - Smalnäbbsglada (Helicolestes hamatus) – tidigare i Rostrhamus
- Släkte Harpagus
  - Tandglada (Harpagus bidentatus)
  - Rostbyxglada (Harpagus diodon)
- Släkte Ictinia
  - Mississippiglada (Ictinia mississippiensis)
  - Blyglada (Ictinia plumbea)
- Släkte Milvus
  - Röd glada (Milvus milvus) - tidigare kallad enbart glada
    - "Kapverdeglada" (M. m. fasciicauda) - utdöd 2000. Oklar taxonomisk status. Kan ha varit en egen art Milvus fasciicauda. Se Röd glada#Systematik

  - Brun glada (Milvus migrans)
    - "Svartörad glada" (M. m. lineatus) – behandlas ibland som egen art
    - Gulnäbbad glada (M. m. aegyptius) – behandlas ibland som egen art
- Släkte Haliastur
  - Visselglada (Haliastur sphenurus)
  - Brahminglada (Haliastur indus)